# Корреццана
Корреццана (итал. Correzzana) — коммуна в Италии], в провинции Монца-э-Брианца области Ломбардия.
Население составляет 1845 человек, плотность населения составляет 923 чел./км². Занимает площадь 2 км². Почтовый индекс — 20050. Телефонный код — 039.
Покровителем коммуны почитается Дезидерий Лангрский, празднование 23 мая.